# Daloa
Daloa är distrikthuvudort i Elfenbenskusten. Den ligger i regionen Haut-Sassandra i den västra delen av landet. Staden hade 245 360 invånare år 2014.
Daloa har en flygplats, Daloa flygplats.